# Eriocaulon stoloniferum
Eriocaulon stoloniferum là một loài thực vật có hoa trong họ Eriocaulaceae. Loài này được Welw. ex Rendle mô tả khoa học đầu tiên năm 1899.